# Албрехт фон Ханау-Мюнценберг
Албрехт фон Ханау-Мюнценберг (Алберт) (на немски: Albrecht (Albert) von Hanau-Münzenberg) е граф на Ханау-Мюнценберг-Шварценфелс.

## Биография
Роден е на 12 ноември 1579 година. Той е малкият син на граф Филип Лудвиг I фон Ханау-Мюнценберг (1553 – 1580) и съпругата му графиня Магдалена фон Валдек (1558 – 1599), дъщеря на граф Филип IV фон Валдек-Вилдунген (1493 – 1574) и Юта фон Изенбург-Гренцау (ок. 1500 – 1564). Внук е на граф Филип фон Ханау, господар на Мюнценберг (1526 – 1561) и пфалцграфиня Хелена фон Зимерн (1533 – 1579). По-големият му брат е Филип Лудвиг II (1576 – 1612). Баща му Филип Лудвиг I умира внезапно на 4 февруари 1580 г.
Той и брат му са до 1608 г. под опекунството първо на граф Йохан VI фон Насау-Диленбург, граф Лудвиг I фон Сайн-Витгенщайн и граф Филип IV фон Ханау-Лихтенберг и от 1585 г. граф Филип V фон Ханау-Лихтенберг.
Майка му Магдалена се омъжва втори път на 9 декември 1581 г. за граф Йохан VII Средния фон Насау-Зиген (1561 – 1623), син на опекуна му, и те отиват да живеят в Диленбург.
Той следва от 1591 г. в университета в Хайделберг, на който е избран за ректор на 20 декември 1591 до 6 юли 1593 г.
Заради Тридесетгодишната война Албрехт и фамилията му бягат през 1633 г. от Шварценфелс първо във Вормс и по-късно в Страсбург, където се борят с големи финансови трудности. Граф Албрехт умира на 19 декември 1635 г. в изгнание в Страсбург.

## Фамилия
Албрехт се жени на 16 август 1604 г. в Бирщайн за графиня Еренгард фон Изенбург-Бирщайн (* 1 октомври 1577; † 21 септември 1637 във Франкфурт на Майн), дъщеря на граф Филип II фон Изенбург-Бюдинген-Бирщайн (1526 – 1596) и Ирменгард фон Золмс-Браунфелс (1536 – 1577). Те имат децата:
- Алберт (1605)
- Мориц (1606)
- Катарина Елизабет (1607 – 1647), омъжена 1628 г. за граф Вилхелм Ото фон Изенбург-Бюдинген-Бирщайн (1597 – 1667)
- Йохана (1610 – 1673), омъжена 1637 г. за вилд- и Рейнграф Волфганг Фридрих фон Салм-Даун (1589 – 1638); и 1646 г. за принц Мануело Антонио от Португалия (1600 – 1666)
- Магдалена Елизабет (1611 – 1687), омъжена за Франц/Георг Фридрих Шенк фон Лимпург-Шпекфелд (1596 – 1651)
- Йохан Ернст (1613 – 1642), последният управляващ граф от фамилията Ханау-Мюнценберг, сгоден 1641 г. за принцеса Сузана Маргарета (1610 – 1663), дъщеря на княз Йохан Георг I фон Анхалт-Десау
- Лудвиг Христоф († ок. 1620)
- Елизабет (1615)
- Мария Юлиана (1617 – 1643), омъжена 1643 г. за граф Йохан Лудвиг фон Изенбург-Бюдинген-Офенбах (1622 – 1685)